# Lammassaari (ö i Lappland, Tunturi-Lappi, lat 67,12, long 24,67)
Lammassaari är en ö i Finland. Den ligger i sjön Ylinen Taapajärvi och i kommunen Kolari i den ekonomiska regionen  Fjäll-Lappland  och landskapet Lappland, i den norra delen av landet, 800 km norr om huvudstaden Helsingfors. Öns area är 0,6 hektar och dess största längd är 130 meter i öst-västlig riktning.